# سكوت بولتون
سكوت بولتون (بالإنجليزية: Scott Bolton)‏ هو لاعب كرة قدم أمريكية أمريكي، ولد في 4 يناير 1965 في موبيل في الولايات المتحدة.

## وصلات خارجية
- سكوت بولتون على موقع مرجع كرة القدم المحترفة.كوم (الإنجليزية)